# Tatenhauser Wald bei Halle
Tatenhauser Wald bei Halle este o arie protejată (sit de importanță comunitară — SCI) din Germania întinsă pe o suprafață de 188,84 ha, integral pe uscat.

## Localizare
Centrul sitului Tatenhauser Wald bei Halle este situat la coordonatele 52°02′49″N 8°19′43″E / 52.0469°N 8.3286°E.

## Înființare
Situl Tatenhauser Wald bei Halle a fost declarat sit de importanță comunitară în octombrie 2000 pentru a proteja 4 specii de animale.

## Biodiversitate
Situată în ecoregiunea atlantică, aria protejată conține 3 habitate naturale: Păduri de fag Luzulo-Fagetum, Păduri acidofile de stejar bătrân cu Quercus robur pe câmpii nisipoase, Păduri aluvionare cu Alnus glutinosa și Fraxinus excelsior (Alno-Padion, Alnion incanae, Salicion albae).
La baza desemnării sitului se află mai multe specii protejate:
- amfibieni (1): triton cu creastă (Triturus cristatus)
- mamifere (3): liliac cu urechi mari (Myotis bechsteinii), liliac de iaz (Myotis dasycneme), liliac comun (Myotis myotis)

Pe lângă speciile protejate, pe teritoriul sitului au mai fost identificate 1 specie de amfibieni, 10 specii de mamifere.